# Face the Nation
Face the Nation with Margaret Brennan è un rotocalco settimanale che va in onda la domenica mattina sulla rete radiotelevisiva statunitense CBS. Creato da Frank Stanton nel 1954, Face the Nation è uno dei programmi di notizie più longevi nella storia della televisione.
La conduttrice è Margaret Brennan dal 2018, anche se l'ex conduttore John Dickerson ha sostituito Brennan durante il congedo di maternità nella primavera e nell'estate del 2021. Al ritorno di Brennan nel settembre 2021, il titolo del programma è stato cambiato in Face the Nation with Margaret Brennan.
Il programma ha avuto la durata di 30 minuti per gran parte della sua storia, ma è stato esteso a 60 minuti per un periodo preliminare di 20 settimane nell'aprile 2012 ed esteso permanentemente a tale durata dal 29 luglio 2012.

## Formato
Face the Nation, seguendo la stessa formula dei suoi concorrenti domenicali, dà il via a ogni puntata con un breve segmento introduttivo: una sorta di "assaggio" che riepiloga gli eventi salienti della settimana e anticipa la presenza degli ospiti, il tutto accompagnato dalla musica-tema del programma.
Nei primi trenta minuti il format si concentra su interviste con figure politiche di rilievo—legislatori, membri del governo o funzionari della Casa Bianca—che commentano le questioni emerse dalle notizie settimanali.
Successivamente, nella seconda mezz'ora, il programma si sposta verso segmenti incentrati sulla discussione. Vengono proposte interviste a autori di libri in uscita e una tavola rotonda settimanale con un cast variabile di panelist, sebbene quest’ultima formula sia stata sospesa a tempo indeterminato a partire da maggio 2020 per concentrare maggiormente il tempo sulle interviste, sospensione che è continuata anche nell'autunno del 2022.
Diversamente da alcuni rivali, Face the Nation opta per invitare esclusivamente giornalisti e editorialisti nei suoi panel, escludendo così commenti da parte di politici in carica o ex-politici.
Durante eventi di grande rilevanza o notizie dell’ultimo minuto, il programma arricchisce la sua offerta con reportage realizzati da vari corrispondenti di CBS News, offrendo agli ospiti l’opportunità di reagire immediatamente agli sviluppi più recenti.

## Distribuzione
La prima mezz'ora di Face the Nation viene trasmessa in diretta sulle stazioni televisive CBS in tutto il territorio degli Stati Uniti, generalmente al mattino. A partire dal 2018, il network digitale di CBS News ha iniziato a trasmettere in replica l'intera ora del programma alle 11:00, alle 15:00 e alle 18:00 (orario della costa orientale).
Nella Pacific Time Zone, numerosi affiliati trasmettono Face the Nation alle 8:30 ora locale, anticipando il programma sportivo The NFL Today di CBS durante la stagione del football.
Inoltre, una versione audio in differita del programma viene trasmessa su alcune stazioni radio affiliate tramite il CBS Radio Network, così come nel tardo pomeriggio sulla stazione WCSP-FM, operata da C-SPAN nell'area di Washington. CBS Radio, infine, prepara e diffonde una versione leggermente condensata del programma in formato podcast settimanale.

## Storia
Face the Nation è stato trasmesso per la prima volta il 7 novembre 1954 e trasmesso la domenica pomeriggio alle 14:30 Eastern Time. Bill Shadel era allora il capo dell'ufficio di Washington per CBS News. La prima edizione del programma ha ospitato il senatore del Wisconsin Joseph McCarthy. Gli ospiti erano raramente programmati con largo anticipo, al fine di tenersi aggiornati sulle notizie attuali.
Lesley Stahl, prima conduttrice donna di Face the Nation, è uno dei volti femminili più riconoscibili della televisione. Ha condotto il programma per otto anni, dal 1983 al 1991, prima di dimettersi e concentrarsi su 60 Minutes.

## Moderatori
Fino ad oggi il programma è stato presentato da dieci diversi moderatori, a partire da Ted Koop. Attualmente è diretto da Margaret Brennan, che conduce le trasmissioni dal febbraio 2018. Di seguito si riporta l'elenco completo dei moderatori di Face the Nation:
| Ted Koop         | 1954–1955     |
| Stuart Novins    | 1955–1960     |
| Howard K. Smith  | 1960–1961     |
| Paul Niven       | 1961–1965     |
| Martin Agronsky  | 1965–1968     |
| George Herman    | 1968–1983     |
| Lesley Stahl     | 1983–1991     |
| Bob Schieffer    | 1991–2015     |
| John Dickerson   | 2015–2018     |
| Margaret Brennan | 2018-presente |

## Durata del programma
Per gran parte della sua storia, il programma è andato in onda per 30 minuti. Nell'aprile 2012, per un periodo sperimentale di 20 settimane, la durata è stata estesa a 60 minuti, diventando permanente il 29 luglio dello stesso anno. È stata introdotta una pausa deliberata tra la prima e la seconda mezz'ora per consentire agli affiliati locali di inserire, se lo desiderano, altri programmi.
Circa l'81% delle stazioni CBS trasmette la seconda mezz'ora subito dopo la prima; il restante oppure non la trasmette affatto (come nel caso di KDKA), oppure la diffonde in differita a causa degli impegni con altri contenuti, principalmente programmi pre-partita NFL prodotti localmente in vista di The NFL Today, obblighi di contenuti E/I o programmazioni pubblicitarie, outdoor o religiose. Altre stazioni scelgono di programmare la seconda mezz'ora dopo il primetime, seguendo i notiziari serali locali o in uno slot successivo nella loro programmazione notturna. Con la fine dei precedenti impegni nel 2017, il numero delle stazioni che trasmette l'intera ora in orario regolare è aumentato, passando dal 64% registrato nel 2012.
Face the Nation è stato l'ultimo programma domenicale di attualità a prolungare la propria durata fino a un'ora completa, una mossa strategica finalizzata a fidelizzare gli spettatori e a distoglierli dalla concorrenza.